# 孔扬
孔扬（？—？），一名阳，孔子二十二代孙，孔郁之子，封下博亭侯，他的子孙遂定居于下博，形成孔子后裔中的下博孔氏。孔扬七代孙孔灵龟是孔颖达的曾祖父。